# Trioza vanuae
Trioza vanuae är en insektsart som beskrevs av George Willis Kirkaldy 1907. Trioza vanuae ingår i släktet Trioza och familjen spetsbladloppor. Inga underarter finns listade i Catalogue of Life.